# Intimità
La definizione di intimità è complessa e riguarda vari ambiti delle umane relazioni. In generale essa si può definire come una condizione di particolare vicinanza, fisica e/o emotiva, fra due esseri umani.
Si può parlare di intimità, in considerazione del rapporto che permette a due o più individui, data la loro confidenza di vivere quotidianamente gli uni accanto agli altri senza alcun disagio, in particolare nella vita domestica. In senso romantico, l'intimità si ha quando la coppia si scambia effusioni, attenzioni reciproche o quando si trova in uno stato di particolare complicità, affetto e comunicazione autentica e sincera dei sentimenti e delle sensazioni.
L'intimità, in questo senso, è anche avvicinata, come sinonimo, alla sessualità di coppia, di cui essa esprime l'aspetto emotivo più che quello strettamente erotico e fisico. Si dice, di una coppia affiatata, che essa gode di una buona intimità; in questo senso la parola intimità è utilizzata in modo appropriato solo con riferimento a una coppia che è legata da una relazione profonda e di lunga durata.